# Шугаев, Николай Андреевич
Николай Андреевич Шугаев (род. 4 марта 1988, Москва) — российский дирижёр, виолончелист. Руководитель и основатель ансамбля Pelle d’Oca.

## Биография
Николай Шугаев родился в Москве в 1988 году. 
Николай Шугаев — главный дирижёр (2023—2024) Академического Симфонического Оркестра Северо-Кавказской государственной академической филармонии им. В. И. Сафонова — одной из трёх федеральных филармоний РФ. На этом посту сменил Димитриса Ботиниса.
Виолончелист шведского ансамбля современной музыки Norrbotten Neo. Окончил с отличием МССМШ им. Гнесиных в классе Веры Бириной, Московскую государственную консерваторию им. П. И. Чайковского по классу виолончели Народной Артистки РСФСР Натальи Шаховской, а также Conservatorio della Svizzera Italiana у Энрико Диндо.
Обучался оперно-симфоническому дирижированию в Швеции у Petter Sundkvist в KMH и LTU.
В апреле 2024 года завершил работу в качестве главного дирижера Северо-Кавказской филармонии.

## Карьера
Ведет активную сольную и дирижерскую карьеру. В 2023 году вместе со своим ансамблем NEO номинирован на премию Nordic Council Music Prize за весомый вклад в развитие современной музыки.
В качестве солиста Николай сотрудничает с такими дирижерами, как Валентин Урюпин, Максим Емельянычев, Александр Скульский, Дмитрий Васильев, Александр Полищук, Антон Шабуров, Альдо Лопес Гавилан (Куба), Дайана Гарсия (Куба) и многими другими. Сотрудничает с такими оркестрами, как С.-Петербургский государственный академический симфонический оркестр, Государственный академический оркестр филармонии им. М. Ростроповича (Н. Новгород), Симфоническим оркестром Тыргу-Муреш (Румыния), Московская Камерата, Оркестром филармонии «Молдавия» (Яссы), БСО, Musica Eterna (Куба), Ростовским симфоническим оркестром, Красноярским симфоническим оркестром, оркестром радио Швейцарии (OSI), NeEu, Camerata Romeu и другими.

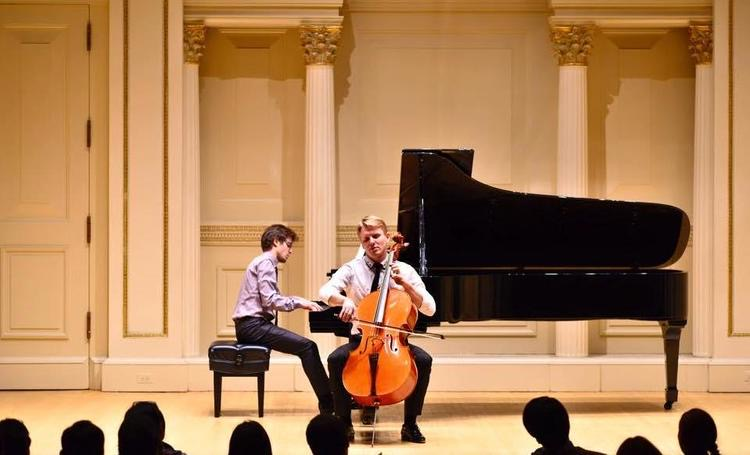

Николай выступает в ансамбле с такими пианистами, как Андрей Коробейников, Андрей Гугнин, Фазиль Сай, Фатима Алиева (Мерданова), Злата Чочиева, Антонио Баллиста (Италия), Маркос Мадригал (Куба), Finghin Collins, Николай Токарев и многими другими. Скрипачами: Гайк Казазян, Тай Мюррай (США), Сергей Догадин, Карен Шахгалдян, Сергей Крылов, Массимо Кварта и другими.
Как дирижер выступает со многими известными солистами: Зарина Шиманская, Светлана Бережная, Евгений Михайлов, Андрей Диев, Карен Шахгалдян, Максим Новиков и др. В послужной список входит также недавнее сотрудничество с Королевским Филармоническим оркестром Швеции и Norrlandsoperan (Швеция).
Николай является первым исполнителем многих современных пьес и концертов для виолончели, некоторые из них посвящены Шугаеву. Среди премьер: М. Файн «Осень в моей душе» концерт для двух виолончелей, Tokyo rain — сюита для виолончели и фортепьяно, А. Розенблат «Соната для виолончели и фортепьяно n.2», Уне Ван Гилл «Концерт для двух виолончелей и ансамбля», Алехандро Фалькон «Concierto cubano» концерт для виолончели и струнных, а также симфонические произведения. В том числе Микель Керем (Эстония) Симфония n. 6.
В июле 2023 совместно с Северо-Кавказской государственной филармонией и дирижером Дмитрием Васильевым Шугаев представил публике симфоническую версию виолончельной сонаты op.19 соль минор для виолончели и фортепьяно (оркестра) С. Рахманинова. Премьера состоялась благодаря композитору Паулю Струку, который подготовил для Николая оркестровую версию этого канонического произведения виолончельного репертуара.
Является создателем и вице-директором фестиваля классической музыки на о. Куба «Habana classica».
В 2006 году вместе с В. Урюпиным создал московский камерный оркестр «Arpeggione».
Сотрудничает с звукозаписывающей компанией Naxos для которой выпустил альбом с редко исполняемыми виолончельными концертами. Альбом получил большое количество положительных рецензий от ведущих музыкальных журналов мира, среди которых Gramophone, Fanfare, MusicWeb, Il settimanale, Musica.
В 2023 году подписал контракт на запись всех симфонических произведений для виолончели и оркестра М. Вайнберга. Запись будет осуществлена совместно с Тюменским филармоническим оркестром под управлением Юрия Медяника.
Лауреат международных конкурсов. Выступает на фестивалях Ceresio Estate, Società dei Concerti di Milano, Vivacello, Società del quartetto, Rome Chamber Music Festival, Lucerne Festival, Lugano Musica, MiTo, Korsholm Festival (Финляндия), RUSK (Финляндия) и многих других.
В 2024 году входил в жюри XVIII Открытого конкурса композиторов им А.П. Петрова.
В ноябре 2024 года представлял Россию в качестве дирижёра симфонического оркестра Театра оперы и балета имени Алонсо в Гаване на одном из крупнейшем балетном фестивале, проходящего на Кубе.

## Критика
Как пишет журнал Музыкальная жизнь на альбом «Weinberg:complete music for cello & orchestra», выпущенный лейблом Naxos: «Виолончель Николая Шугаева радует богатым, выразительным тембром, но волю эмоциям исполнитель дает очень дозированно: в его руках инструмент «говорит» голосом мудрого, сдержанного человека».' 

## Дискография
Сотрудничает с несколькими музыкальными лейблами: Naxos (Великобритания), BIS, VDE-Gallo (Швейцария).
Бетховен, Брамс, Мендельсон — фортепьянные трио.
Пауль Наторп — фортепьянные трио
Малипьеро, Гедини, Казелла — концерты для виолончели.

## Награды и премии
- Rahn Kulturfonds[52] (Швейцария) — стипендия и персональный инструмент.
- ESKAS (Swiss Government Excellence Scholarship) — стипендия

## Личная жизнь
Женат. Имеет двух детей. Живёт в Швеции и России. Свободно владеет английским, итальянским, французским, шведским языками.